# Cochabamba (stad)

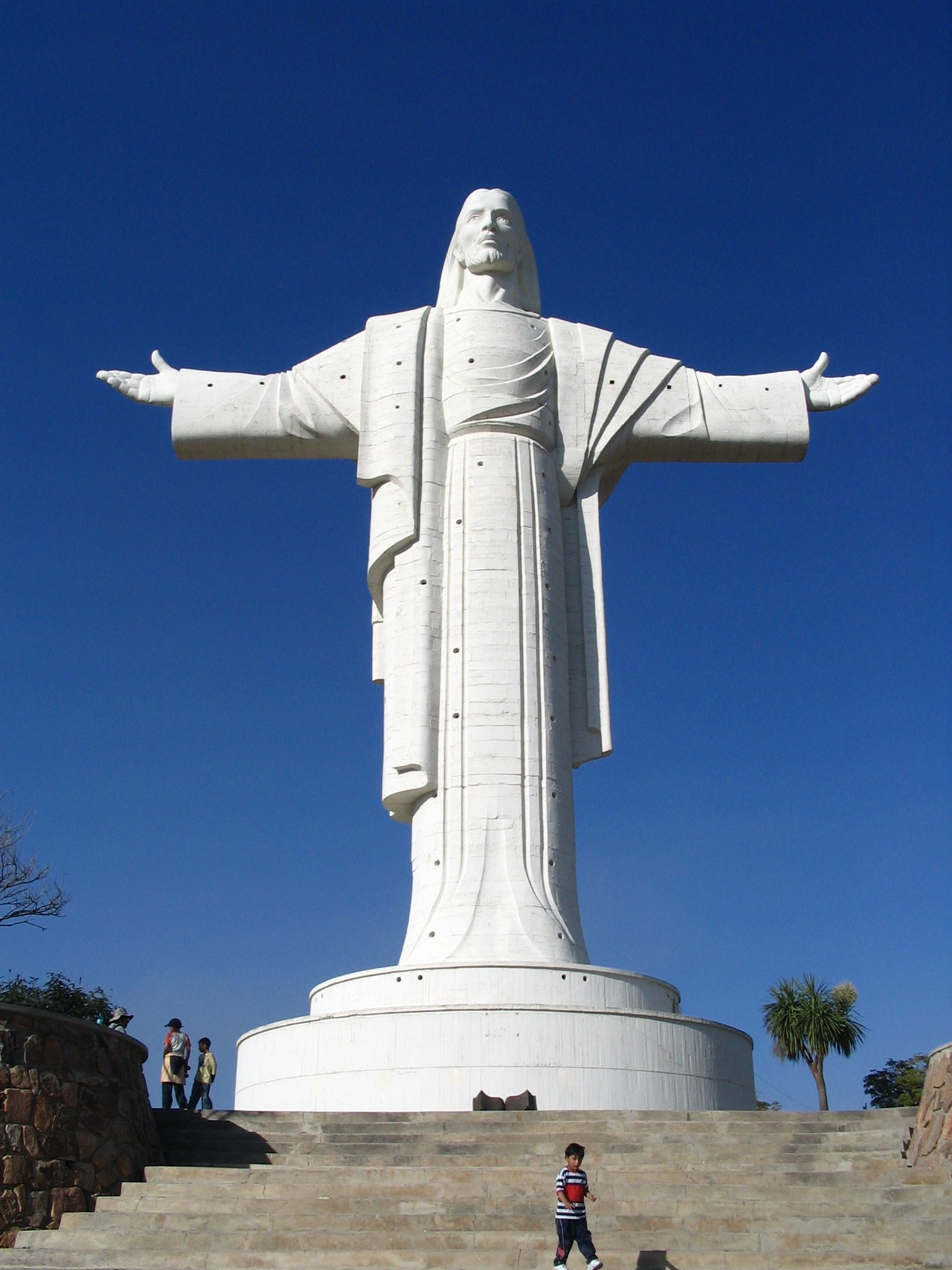
Cristo de la Concordia

Cochabamba is een stad in Centraal-Bolivia, de hoofdstad van het Boliviaanse departement Cochabamba en de derde stad van Bolivia met een inwonertal van meer dan 800.000, gelegen in de gelijknamige vallei in de Andes. De stad staat bekend om zijn aangename klimaat van de "Eeuwige Lente".

## Geschiedenis
Op 2 augustus 1571 werd de stad gesticht in opdracht van Onderkoning Francisco de Toledo. Het moest een agrarisch productiecentrum worden om eten te produceren voor de mijnsteden in het relatief dichtbijgelegen gebied van de Hoogland van Bolivia, met name voor de stad Potosí. De naam van de stad is ontstaan uit een samenstelling van de Quechua woorden ghocha (meer) en pampa (open vlakte). In de eerste eeuwen van zijn bestaan voer Cochabamba wel bij het hoogtepunt van de zilvermijnbouw. In de 18e eeuw ging het de stad minder voor de wind toen de mijnbouw af begon te nemen. Sinds het eind van de 19e eeuw is de stad weer gaan groeien als agrarisch centrum van Bolivia.
Tussen januari en april 2000 hebben zich in Cochabamba grootschalige betogingen voorgedaan tegen het privatiseren van het waterleidingbedrijf van de stad. Na vele grootschalige acties met zelfs enkele dodelijke slachtoffers heeft de regering zich uiteindelijk gewonnen gegeven op 10 april 2000 en is de privatisering teruggedraaid.

## Klimaat
Cochabamba's bekende klimaat zorgt voor aangename temperaturen doorheen het gehele jaar. De stad ondergaat niet de drukkend vochtige hitte van Santa Cruz of de koude winden van La Paz. Volgens de klimaatclassificatie van Köppen heeft de stad een koud halfwoestijnklimaat (BSk). Het klimaat wordt gekenmerkt door een lang droog seizoen van mei tot oktober en een nat seizoen van november tot maart. Oktober tot en met januari zijn de warmste maanden. Het midden van de "winter" in Cochabamba valt in de maand juni. Juni heeft de koudste gemiddelde temperatuur (12,2°C). Van september tot en met december stijgen de dagelijkse maximumtemperaturen tot zo'n 25 à 26°C. De rest van het jaar bedragen deze 23 à 24°C. De dagelijkse minimumtemperatuur ('s nachts / 's ochtends) is in de maanden mei tot en met augustus opvallend laag: minder dan 4°C.
De rest van het jaar is deze 8 à 12°C.

## Stadsbeeld
Tegenwoordig is Cochabamba een economisch actieve stad en heeft het de naam een van de liberaalste steden in het land te zijn. Net als andere grote steden in de Andes is Cochabamba een stad van tegenstellingen. De binnenstad, rond wijken als Plaza Colón of Plaza 14 de Septiembre, is over het algemeen vrij modern. Er zijn uitgaansgebieden, levendige straten en ontelbaar veel auto's en internetcafés te vinden. In deze buurten zijn de meeste bedrijven en winkelcentra gevestigd. Drukke uitgaanscentra zijn gecentreerd rond de Calle España (Spanjestraat) en rond de boulevard El Prado. Hoe verder men echter van het stadscentrum afgaat, hoe minder technologisch geavanceerd de buurten worden. Cochabamba's buitenwijken kennen veel criminaliteit en moeten het vaak doen zonder elektriciteit, riolering en bestrating.
In de stad bevindt zich Zuid-Amerika's grootste openluchtmarkt, La Cancha. Deze markt is zeven dagen per week geopend en de drukste marktdagen zijn woensdag en zaterdag. De stad huist ook een van de grootste en meest prominente universiteiten van het land, Universidad Mayor de San Simón. Inwoners van de stad worden vaak Cochabambinos genoemd.
Cochabamba heeft een eigen vliegveld, het Aeropuerto Internacional Jorge Wilstermann (IATA-code CBB), dat binnenlandse en internationale vluchten afhandelt. Hier is ook het hoofdkantoor van Bolivia's nationale luchtvaartmaatschappij gevestigd, Lloyd Aereo Boliviano.

## Sport
Cochabamba heeft meerdere voetbalclubs die uitgekomen zijn in de Boliviaanse Primera División. Club Jorge Wilstermann is als meervoudig landskampioen een van de succesvolste Boliviaanse voetbalclubs. Club Jorge Wilstermann speelt haar wedstrijden in het Estadio Félix Capriles. Zij deelt dit stadion met Club Aurora. Petrolero de Cochabamba en Municipal Real Mamoré zijn andere voetbalclubs uit Cochabamba.

## Bekende inwoners van Cochabamba

### Geboren
- Daniel Salamanca Urey (1869-1935), president van Bolivia (1931-1934)
- Lidia Gueiler Tejada (1921-2011), president van Bolivia (1979-1980)
- Jaime Paz Zamora (1939), president van Bolivia (1989-1993)
- Jaime Laredo (1941), violist
- Mario Terán (1941-2022), onderofficier
- Carlos Borja (1956), voetballer en politicus
- Eduardo Rodríguez (1959), president van Bolivia (2005-2006)
- Gastón Taborga (1960), voetballer
- Tito Montaño (1963), voetballer en politicus
- Luis Ramallo (1963), voetballer en voetbalcoach
- Vladimir Soria (1964), voetballer en voetbalcoach
- Eduardo Villegas (1964), voetballer en voetbalcoach
- Mauricio Soria (1966), voetballer en voetbalcoach
- Johnny Villarroel (1968), voetballer
- Julio César Baldivieso (1971), voetballer en voetbalcoach
- Óscar Sánchez (1971), voetballer
- Marco Antonio Sandy (1971), voetballer
- Raúl Orosco (1979), voetbalscheidsrechter
- Fadrique Iglesias (1980), atleet